# Sân bay quốc tế Monterrey
Sân bay quốc tế General Mariano Escobedo (IATA: MTY, ICAO: MMMY) là một sân bay quốc tế ở Apodaca, Nuevo León, México. Cùng với Sân bay quốc tế Del Norte, sân bay quốc tế General Mariano Escobedo phục vụ thành phố Monterrey và vùng đô thị.
Đây là một sân bay hiện đại nhất ở Bắc Mỹ, phục vụ 8 triệu lượt khách mỗi năm, trong đó 80% là khách nội địa, chủ yếu là Thành phố Mexico, Guadalajara, Chihuahua, và Tijuana, 20% khách quốc tế chủ yếu là các thành phố Hoa Kỳ Dallas, Houston, Atlanta, Chicago, và Los Angeles. Có khoảng 300 chuyến bay mỗi ngày tại sân bay này.
Đây là trung tâm của các hãng hàng không Aviacsa, Aeroméxico, Aeroméxico Connect vàViva Aerobus. Các nhà ga đã được đầu tư nâng cấp năm 2003 và năm 2007. Năm 2003, có 5,25 triệu lượt khách qua sân bay này, tăng 12,7% so với năm 2005 .

## Nhà ga, các hãng hàng không và tuyến bay

### Nhà ga A

#### Hành lang phía bắc: tuyến nội địa (cổng A1-A15)
- Aero California (Hermosillo, Mexico City, Tijuana)
- Aeromar (Mexico City, Querétaro)
- Aeroméxico (Cancún, Mexico City) (*)
  - Aeroméxico Connect (Acapulco, Chihuahua, Ciudad del Carmen, Ciudad Juárez, Ciudad Obregón, Culiacán, Durango, Guadalajara, Hermosillo, La Paz, León, Mazatlán, Mérida, Mexicali, Piedras Negras, Poza Rica, Puebla, Puerto Vallarta, San Luis Potosí, Tampico, Tijuana, Torreón, Veracruz, Villahermosa) (*)
- ALMA de Mexico (Chihuahua, Guadalajara, Puebla, Querétaro)
- Aladia (Cancún)
- Aviacsa (Cancún, Ciudad Juarez, Guadalajara, Hermosillo, Mexico City, Tampico, Villahermosa)
- Interjet (Cancún, Guadalajara, Toluca)
- Mexicana (León, Thành phố Mexico)
- Volaris (Guadalajara, Toluca)

(*) sẽ sớm hoạt động ở ga B.

#### Hành lang phía nam, các tuyến quốc tế (cửa B3-B8)
- Aeroméxico (Detroit, Las Vegas, Seoul-Incheon)
  - Aeroméxico Connect (Los Angeles, San Antonio) (*)
- Aladia (Vail [Seasonal], Las Vegas, Orlando)
- American Airlines (Dallas/Fort Worth)
  - American Eagle (Dallas/Fort Worth)
- Continental Airlines
  - Continental Express do ExpressJet Airlines đảm trách (Houston-Intercontinental) (*)
- Delta Air Lines
  - Delta Connection do Shuttle America đảm trách (Atlanta) (*)
- Mexicana (Chicago-O'Hare, Los Angeles, New York-JFK)
- Northwest Airlines
  - Northwest Airlink do Compass Airlines đảm trách (Detroit) (*)

(*) sẽ sớm hoạt động ở ga B.

### Nhà ga B
Đang xây khi nhà ga B khai trương, Aeromexico, Aeromexico Connect và Sky Team sẽ hoạt động ở đây.

### Nhà ga C
Nhà ga tạm này hiện dành cho Viva Aerobus và nằm ở khu hàng hóa của sân bay. Một nhà ga C mới hiện đang được xây và sẽ hoàn thành năm 2009-2010 với 10 cổng.
- Viva Aerobus (Acapulco, Austin, Cancún, Cozumel, Chihuahua, Ciudad Juárez, Cuernavaca, Culiacán, Hermosillo, Huatulco [bắt đầu ngày 1 tháng 8], Ixtapa-Zihuatanejo, La Paz [bắt đầu ngày 2 tháng 8], León, Los Cabos [bắt đầu ngày 3 tháng 8], Mazatlán, Oaxaca [bắt đầu ngày 17 tháng 7], Mérida, Morelia, Puerto Vallarta, Tijuana, Veracruz, Villahermosa)

### Hãng sẽ hoạt động ở đây
- Iberia Airlines (Madrid)[năm 2009]

25°46′36″B 100°06′23″T / 25,77667°B 100,10639°T
Lưu ý: Chuyến bay của Aeromexico từ Monterrey đến Seoul là bay thẳng, nhưng chuyến bay từ Seoul đi Monterrey phải quá cảnh tại Mexico City (MEX).